# Стандарти криптографії
Є безліч стандартів, що належать до криптографії.

## Стандарти шифрування
- Data Encryption Standard (DES, застарів)
- Triple-DES
- Advanced Encryption Standard (AES)
- RSA вихідний алгоритм відкритого ключа
- OpenPGP
- CipherSaber

## Стандарти хешування
- MD5 128-bit (застарілий)
- SHA доступний у варіантах 160, 256, 384 512 біт
- HMAC
- PBKDF2 (RFC 2898)

## Стандарти цифрового підпису
- Digital Signature Standard (DSS), оснований на Digital Signature Algorithm (DSA)
- RSA

## Стандарти інфраструктури відкритих ключів (PKI)
- X. 509 Public Key Certificates

## Стандарти бездротових комунікацій
- Wired Equivalent Privacy (WEP), замінений WPA
- Wi-Fi Protected Access (WPA), поліпшена версія WEP
- IEEE 802.11 i-2004IEEE 802.11i-2004[en] відомий як WPA2, використовується AES
- A5/1 і A5/2 шифрування для телефонів в системі GSM

## Американські стандарти (FIPS)
- FIPS PUB 31 Guidelines for Automatic Data Processing Physical Security and Risk Management 1974
- FIPS PUB 46-3 Data Encryption Standard (DES) 1999
- FIPS PUB 73 Guidelines for Security of Computer Applications 1980
- FIPS PUB 74 Guidelines for Implementing and Using the NBS Data Encryption Standard 1981
- FIPS PUB 81 DES Modes of Operation 1980
- FIPS PUB 102 Guideline for Computer Security Certification and Accreditation 1983
- FIPS PUB 112 Password Usage 1985, defines 10 factors to be considered in access control systems that are based on passwords
- FIPS PUB 113 Computer Authentication Data 1985, specifies a Data Authentication Algorithm (DAA) based on DES, сполучені штати прийняли by the Department of Treasury and the banking community to protect electronic fund transfers.
- FIPS PUB 140-2 Security Requirements for Cryptographic Modules 2001, defines four increasing security levels
- FIPS PUB 171 Key Management Using ANSI X9.17 (ANSI X9.17-1985) 1992, based on DES
- FIPS PUB 180-4 Secure Hash Standard (SHS) 2012 defines the SHA family
- FIPS PUB 181 Automated Password Generator (APG) 1993
- FIPS PUB 185 Escrowed Encryption Standard (EES) 1994, a key escrow system that provides for decryption of telecommunications when lawfully authorized.
- FIPS PUB 186-2 Digital Signature Standard (DSS) 2000
- FIPS PUB 190 Guideline for the Use of Advanced Authentication Technology Alternatives 1994
- FIPS PUB 191 Guideline for the Analysis of local area network Security 1994
- FIPS PUB 196 Entity Authentication Using Public Key Cryptography 1997
- FIPS PUB 197 Advanced Encryption Standard (AES) 2001
- FIPS PUB 198 The Keyed-Hash Message Authentication Code (HMAC) 2002
- FIPS PUB 202 SHA-3 Standard 2015 defines the SHA-3 hash function

## Українські стандарти (ДСТУ)
- ДСТУ 4145-2002 Інформаційні технології. Криптографічний захист інформації. Цифровий підпис, що ґрунтується на еліптичних кривих. Формування та перевірка
- ДСТУ 7564:2014 Інформаційні технології. Криптографічний захист інформації. Функція гешування
- ДСТУ 7624:2014 Інформаційні технології. Криптографічний захист інформації. Алгоритм симетричного блокового перетворення
- ДСТУ 8845:2019 Інформаційні технології. Криптографічний захист інформації. Алгоритм симетричного потокового перетворення
- ДСТУ ГОСТ 28147:2009. Системи обробки інформації. Захист криптографічний. Алгоритм криптографічного перетворення

## Російські стандарти (ГОСТ)
- ГОСТ 34.311-95[ru]. Информационная технология. Криптографическая защита информации. Функция хэширования
- ГОСТ Р 34.10-2012. Інформаційна технологія. Криптографічний захист інформації. Процеси формування та перевірки електронного цифрового підпису
- ГОСТ Р 34.11-2012. Інформаційна технологія. Криптографічний захист інформації. Функція хешування
- ГОСТ Р 34.12-2015. Інформаційна технологія. Криптографічний захист інформації. Блокові шифри
- ГОСТ Р 34.13-2015. Інформаційна технологія. Криптографічний захист інформації. Режими роботи блокових шифрів

## Секретні стандарти
- EKMS(інші мови) NSA's Електронна система управління ключами
- FNBDT NSA's безпечний стандарт голосової звукової частоти
- Fortezza шифрування на основі портативного крипто-токена в Windows Vista PC Card
- STE стандарт захищеного телефонного зв'язку
- STU-III стандарт захищеного телефонного зв'язку
- TEMPEST запобігає компрометуючим еманаціям

## Інші
- IPsec Virtual Private Network (VPN) та інші
- IEEE P1363 охоплює більшість аспектів криптографії публічного ключа
- Transport Layer Security (formerly SSL)
- SSH secure Telnet and more
- Content Scrambling System (CSS, сандарти шифрування DVD, який зламується DeCSS)
- Kerberos стандарт автентифікації
- RADIUS стандарт автентифікації
- ANSI X9.59 стандарт електронних платежів
- Common Criteria Trusted operating system(інші мови) standard
- CRYPTREC Рекомендації криптографії японського уряду